# لواسة سهمية
لواسة سهمية (الاسم العلمي:Loasa sagittata) هي نوع من النباتات تتبع جنس اللواسة من الفصيلة اللواسية.